# Червоні Казарми (Полтава)
Че́рвоні Ка́зарми — неофіційна назва ансамблю будівель та споруд колишнього військового містечка, розташованого в межах південної околиці Полтави та пов'язана з розміщенням на цій території військових казарм. Ансамбль будівель Червоних Казарм визнаний історично-культурною спадщиною міста та 2012 року включений до реєстру пам'яток архітектури місцевого значення Полтави під охоронним № 4663-Пл.

## Історія
Комплекс споруд військового призначення, більшість із яких збудована у 1876—1893 роках спеціально для потреб військових частин російської імператорської армії, що були розквартировані у Полтаві. У військовий комплекс входили казарми для солдатів, навчальні приміщення, домова церква, порохові склади, для будівництва яких використано червону цеглу, яку виготовляли на місцевих цегельнях у Задихальному яру під Монастирською горою зі спеціальної глини привезеної з-за кордону. При побудові до цементного розчину, що скріплював цеглу, додавали яєчні жовтки, для міцності стін споруди. Завдяки кольору комплексу військових будівель цей квартал Полтави отримав назву — «Червоні Казарми». Згодом колір було змінено на жовтий, але будівлі колишніх артскладів так і залишилися червоними до самого їх знесення у 2010—2011 роках.
Від заснування і в усі часи у Червоних Казармах знаходилися військові частини. За часів Царської Росії, у 1903 році тут містився 33-й Єлецький піхотний полк 9-ї піхотної дивізії російської армії. У буремні роки після Жовтневого перевороту територія казарм стала епіцентром революційних подій. У житті міста «Червоні Казарми» відіграли важливу роль під час Української революції 1917—1921 років — саме там був епіцентр революційних подій. У 1917 році на території містечка нетривалий час проходили вишкіл військові частини Симона Петлюри. За радянської влади у 1921—1935 роках у приміщеннях Червоних казарм дислокувалася 25-та стрілецька дивізія імені В. І. Чапаєва зі складу 7-го корпусу Українського військового округу. У 1939—1941 роках тут місце постійної дислокації 73-го піхотного полку, а перед початком німецько-радянської війни — 132-ї стрілецької дивізії під командуванням генерал-майора С. Бірюзова. З початком війни на території Червоних казарм відбувалося формування нових бойових підрозділів із мобілізованих полтавців, зокрема, в Червоних Казармах навчали політруків для військових з'єднань Червоної армії.
8 вересня 1941 року Полтаву окупували німецькі війська. До Червоних казарм прийшли нові господарі, у них розташувався німецький гарнізон. У Полтаві почалися масові розстріли населення, євреїв, військовополонених, що відбувалися за міським кладовищем на місці стрільбища 73-го полку поблизу Червоних казарм. Нині на місці масових розстрілів знаходяться Братська могила та Парк Пам'яті і Скорботи.
Після закінчення війни 73-й піхотний полк повернувся до Полтави. Від 1958 року в будівлях казарм розпочала роботу 7-ма військова школа з підготовки спеціалістів зв'язку, яку у 1965 році перейменовано на 101-шу військову школу молодших спеціалістів військ зв'язку, згодом переформовано в навчальний центр військ зв'язку. 11 січня 1968 року була підписана Постанова Ради Міністрів СРСР за № 27, а 31 січня того ж року складений відповідний наказ міністра оборони СРСР № 019 про створення на базі навчального центру Полтавського військового командного училища зв'язку. Бойовий прапор новоствореного навчального закладу 4 липня 1970 року приймав його перший начальник полковник Ткаченко Феодосій Петрович, а перший випуск офіцерів-зв'язківців відбувся у 1972 році. У січні 1979 року училище передислоковується у новозбудоване 20-те військове містечко на вул. Зіньківській, 44. За короткий час тут сталася руїна. Усі об'єкти були зруйновані та пограбовані, доведені до значної руйнації.
Будівлю колишнього штабу Червоних Казарм 2009 року передано в управління Державної судової адміністрації України, згодом відреставровано та переобладнано під приміщення Полтавського окружного адміністративного суду зі збереженням архітектурного стилю будинку. У 2011 році військові передали весь комплекс будівель колишнього військового містечка у комунальну власність місту. Попередньо там планували «спальний квартал». У 2013 році влада планувала передати колишні військові об'єкти УПЦ МП під православну школу. У березні 2016 року, у міськраді вперше заговорили про передачу нерухомості у державну власність — Національній гвардії України.